# Zeraphine
Zeraphine — немецкая группа, играющая в жанрах готик-рок и альтернативный рок.

## История
Группа основана в 2000 году в Берлине, Германия. Её основателями стали Свен Фридрих (Sven Friedrich) и Норман Зелбиг (Norman Selbig), оба — бывшие участники Dreadful Shadows, в сотрудничестве с экс-продюсером Dreadful Shadows — Томми Хайном (Blind Passengers, Gitane Demone, Tanzwut, Corvus Corax).
Первоначально для нового проекта было выбрано название Helix, но от него пришлось отказаться, так как стало известно, что оно уже используется другой группой. В результате появилось название Zeraphine — от древнееврейского слова «сараф» и библейского — серафим, означающего в иудейской и христианской традиции самый высший ангельский чин. После этого группа подписала контракт с музыкальным лейблом Drakkar Entertainment.
Дополнительные участники группы Manuel Senger, Marcellus Puhlemann и Michael Nepp изначально присоединились к проекту только в качестве студийных музыкантов. Но ситуация изменилась после того, как был выпущен их дебютный альбом, и музыканты примкнули к постоянному составу группы.
Первый альбом группы, тяготеющий к жанру Gothic Rock и получивший название Kalte Sonne, вышел в 2002 году. Число продаж Kalte Sonne приблизилось к прощальному альбому Dreadful Shadows, но он наглядно подчеркнул, что Zeraphine не стоит считать лишь продолжением предыдущей группы. Вероятно, во многом свою популярность дебютный альбом получил благодаря тому, что все песни в нём были написаны на немецком языке. Позднее Свен Фридрих говорил: «I simply tried to transfer my style of writing to my mother tongue and I liked it quite a lot. I always thought it would be impossible». Однако уже после завершения Kalte Sonne Свен Фридрих намекнул, что его родной язык как средство выражения был только экспериментом: «It’s difficult to express, but as far as I’m concerned, many of the songs simply have an English feel to them».
В 2003 году выходит второй альбом — Traumaworld. Он практически полностью записан на английском языке, и лишь две песни — на немецком. Тексты песен этого альбома были более жесткими, чем дебютного, так как группа черпала вдохновение из своих чувств по поводу войны в Ираке. Однако в качестве сингла была выбрана более оптимистичная композиция — «Be My Rain». Также на неё был снят клип, основанный на концертной съёмке.
В 2004 году Zeraphine присоединились к европейскому туру HIM, а после турне выпустили ещё один сингл — «Die Macht In Dir» (2004).
В 2005 году вышел альбом Blind Camera, который содержал в себе песни как на английском, так и на немецком языках.
В 2006 году Zeraphine объявили, что они больше не будут работать с их лейблом Drakkar Entertainment.
Альбом Still, увидевший свет в том же 2006 году, оказался несколько жёстче предыдущих. Над ним музыканты снова работали с Томми Хайном. Альбом занял 48 место в  German Media Control Charts (немецкий аналог Billboard), получил отличные отзывы у таких придирчивых критиков, как журналисты Zillo (трек «Toxic Skies» даже вышел на сборнике издания), Sonic Seducer, Orkus, Piranha, а на одноименный сингл («Still») было снято видео.
В 2007 году музыканты были менее активны. Это объясняется тем, что Свен и Норман вновь собрали Dreadful Shadows для концертных выступлений.
Тогда же, помимо работы в качестве фронтмена Zeraphine, её основатель Свен Фридрих, начал работать в своём сольном электро-проекте Solar Fake.
В июне 2007 года вышел сборник Years in Black, в который вошли лучшие песни со всех четырёх предшествующих альбомов.
Последний же студийный альбом на данный момент датирован 11 июня 2010 года и называется он Whiteout.

## Состав
- Sven Friedrich — вокал
- Norman Selbig — гитара
- Manuel Senger — гитара
- Marcellus Puhlemann — ударные
- Michael Nepp — бас-гитара

## Дискография

### Студийные альбомы
- 2002: Kalte Sonne
- 2003: Traumaworld
- 2005: Blind Camera
- 2006: Still
- 2010: Whiteout

### Сборники
- 2007: Years in Black (Best-of)

### Синглы
- 2002 — Die Wirklichkeit
- 2003 — Be My Rain
- 2004 — New Year’s Day
- 2005 — Die Macht in dir
- 2006 — Still Inside Your Arms
- 2010 — Out of Sight